# OCI홀딩스
OCI홀딩스 주식회사(영어: OCI Holdings)는 대한민국의 종합 화학 기업 OCI의 지주회사이다. 2025년 OCI홀딩스의 말레이시아 생산법인 OCIM에서 한화솔루션에 납품할 계획이다. 태양광 소재인 폴리실리콘을 동남아에서 생산해 미국에 수출하고 있다.